# مؤشر مديري المشتريات
مؤشر مديري المشتريات(بالإنجليزية: Purchasing Managers' Index) (اختصارًا PMI) هو مؤشر اقتصادي يُستخدم لقياس النشاط الاقتصادي في قطاعي التصنيع والخدمات. يعتمد المؤشر على استبيانات تُجرى مع مديري المشتريات في الشركات، حيث يُطلب منهم تقييم الظروف الاقتصادية بناءً على عدة عوامل مثل الإنتاج، والطلبات الجديدة، والتوظيف، ومواعيد تسليم الموردين، ومستويات المخزون.

## المنهجية
يُقاس مؤشر مديري المشتريات على مقياس من 0 إلى 100، حيث تعني القيم:
- أعلى من 50 نقطة: توسع في النشاط الاقتصادي مقارنة بالشهر السابق.
- أقل من 50 نقطة: انكماش اقتصادي مقارنة بالشهر السابق.
- عند 50 نقطة: يشير إلى أن النشاط الاقتصادي لم يتغير عن الشهر السابق.

يتكون المؤشر الرئيسي من خمسة مكونات أساسية بوزن محدد، وهي: الطلبات الجديدة (30%) ، الإنتاج (25%) ، التوظيف (20%) ، مواعيد تسليم الموردين (15%) ، مخزون المشتريات (10%). يتم عكس مؤشر مواعيد تسليم الموردين ليكون متماشياً مع الاتجاهات الأخرى. كما يتم تعديل البيانات موسمياً وفقاً لمتغيرات السوق.

## الأهمية
يُعد مؤشر مديري المشتريات من المؤشرات الاقتصادية الرائدة، حيث يستخدمه المستثمرون وصانعو القرار لتوقع الاتجاهات الاقتصادية. كما تؤثر نتائجه على قرارات السياسة النقدية التي تتخذها البنوك المركزية.

## الإصدارات
يُصدر مؤشر مديري المشتريات من قبل جهات متعددة حول العالم، منها:
- ستاندرد آند بورز جلوبال (S&P Global) ، التي تصدر مؤشرات PMI لكثير من الدول.
- معهد إدارة التوريد (ISM)، الذي يُصدر مؤشر PMI للولايات المتحدة.[3]
- كايكسين Caixin، التي تصدر مؤشر PMI للصين.[4]

## الدول العربية
في الدول العربية، يُصدر مؤشر مديري المشتريات بالتعاون بين مؤسسات مالية محلية وجهات دولية. في المملكة العربية السعودية، يُصدر بنك الرياض مؤشر PMI الخاص بالقطاع غير النفطي بالتعاون مع S&P Global. يعكس هذا المؤشر التقدم المحرز في النشاط الاقتصادي للقطاع غير النفطي في المملكة ويُعد أداة هامة لقياس وتحليل التوجهات الاقتصادية